# Schweden-Klee
Der Schweden-Klee (Trifolium hybridum), auch Bastard-Klee genannt, ist eine Pflanzenart aus der Gattung Klee (Trifolium) innerhalb der Familie der Hülsenfrüchtler (Fabaceae). Sie ist von den Kanaren über Europa bis Westasien weitverbreitet.

## Beschreibung

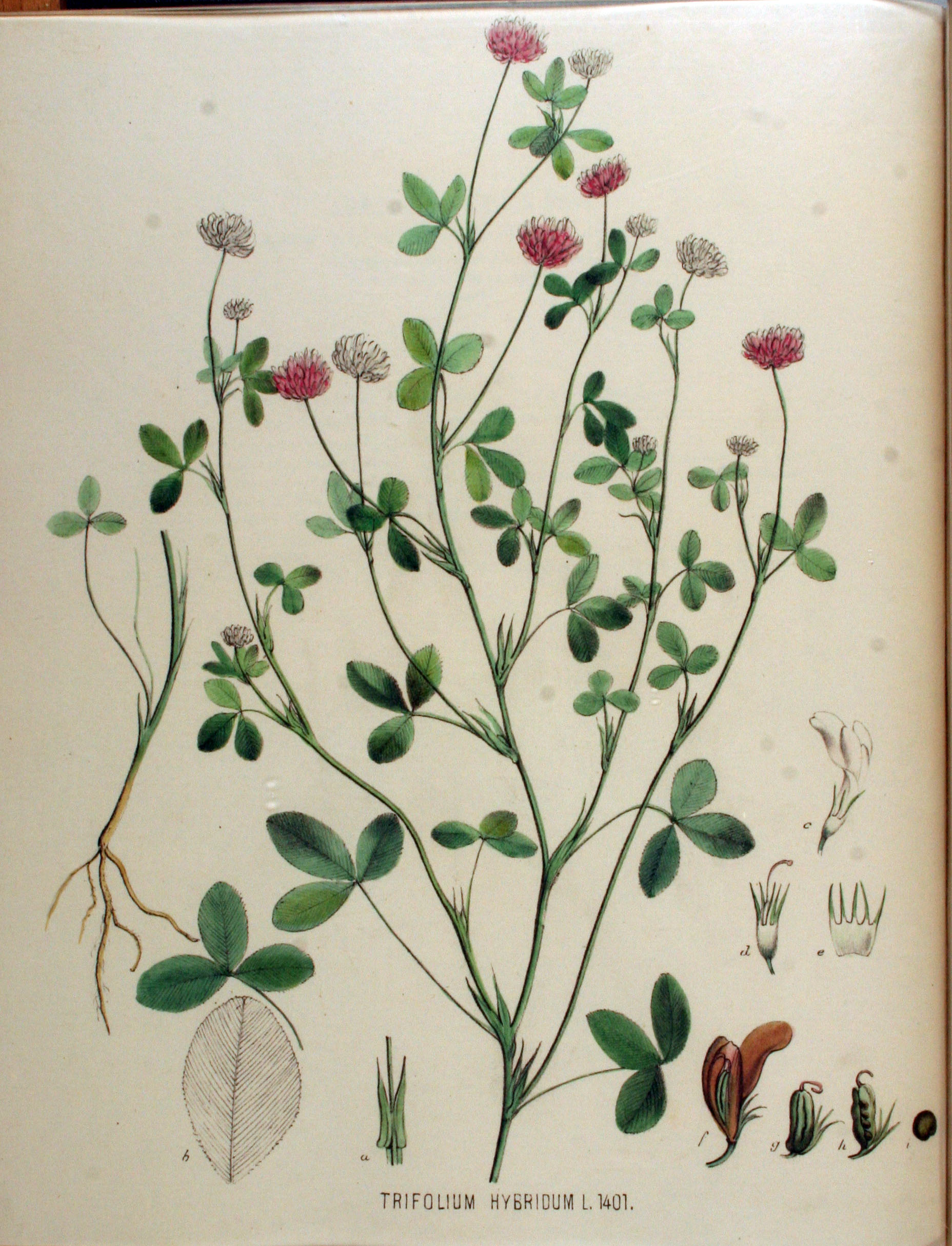
Illustration aus Flora Batava, Band 18, 1889

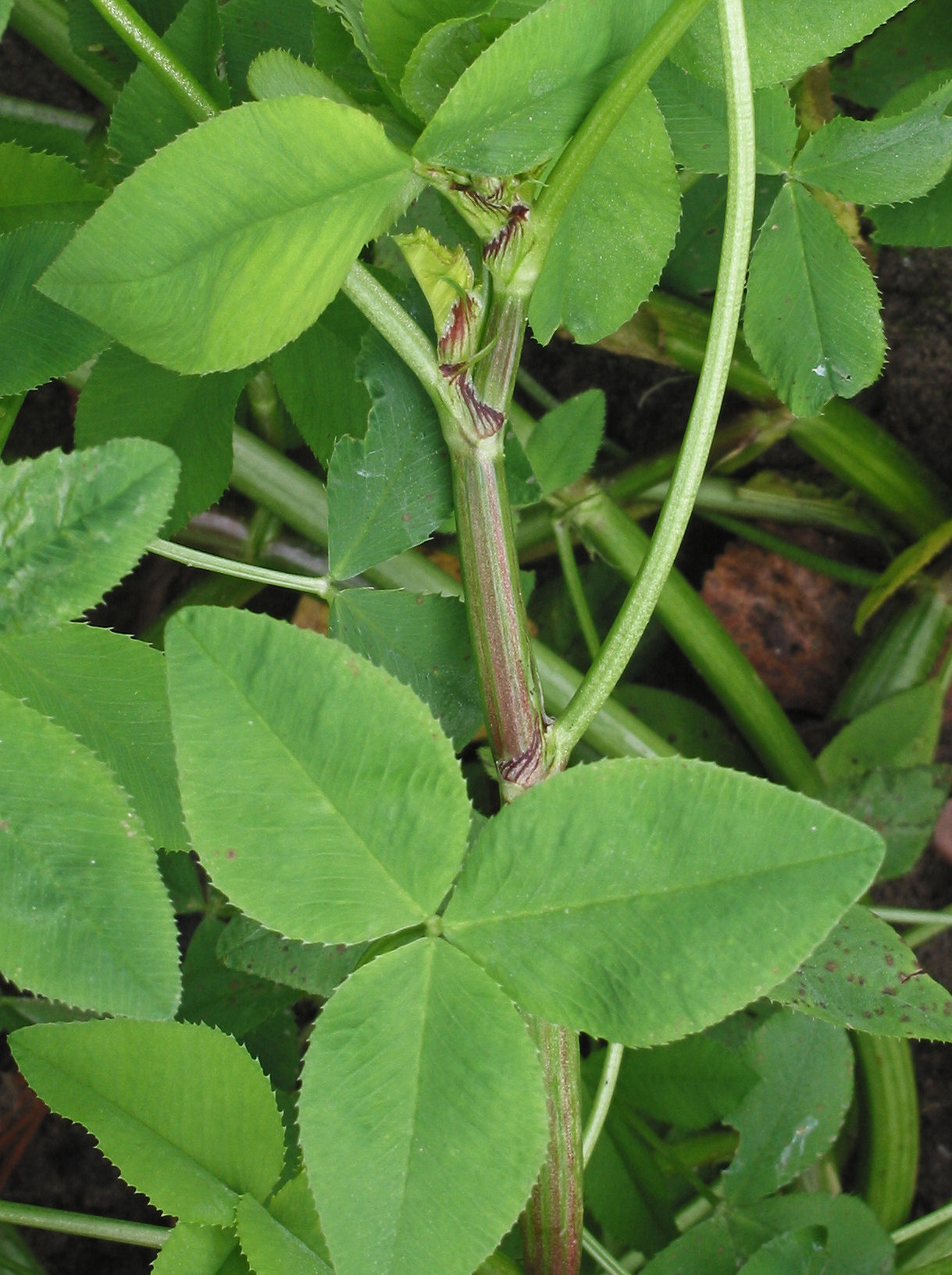
Gestielte, dreiteilige Laubblätter und Nebenblätter

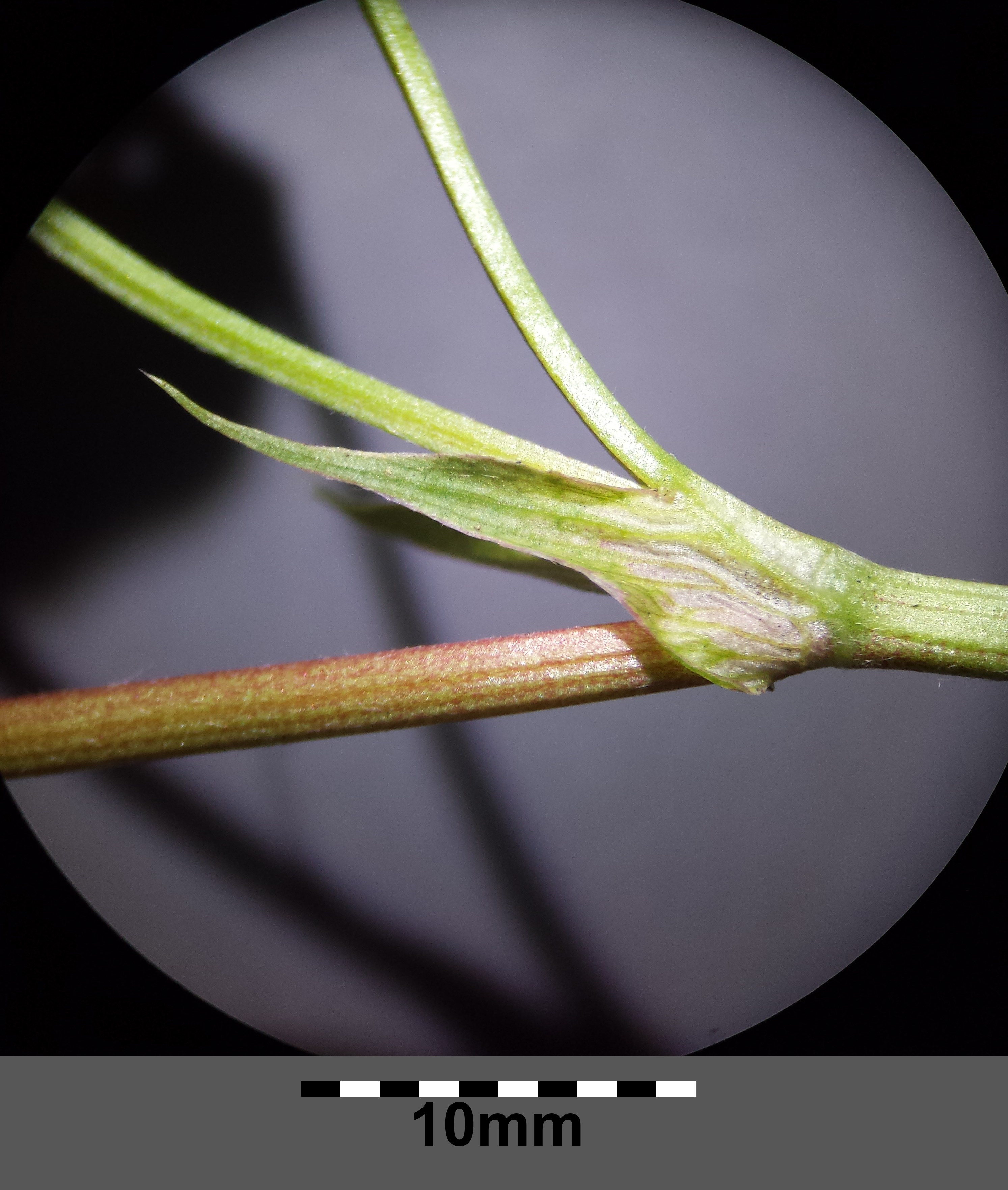
Stängel mit Blattstiel und Nebenblättern

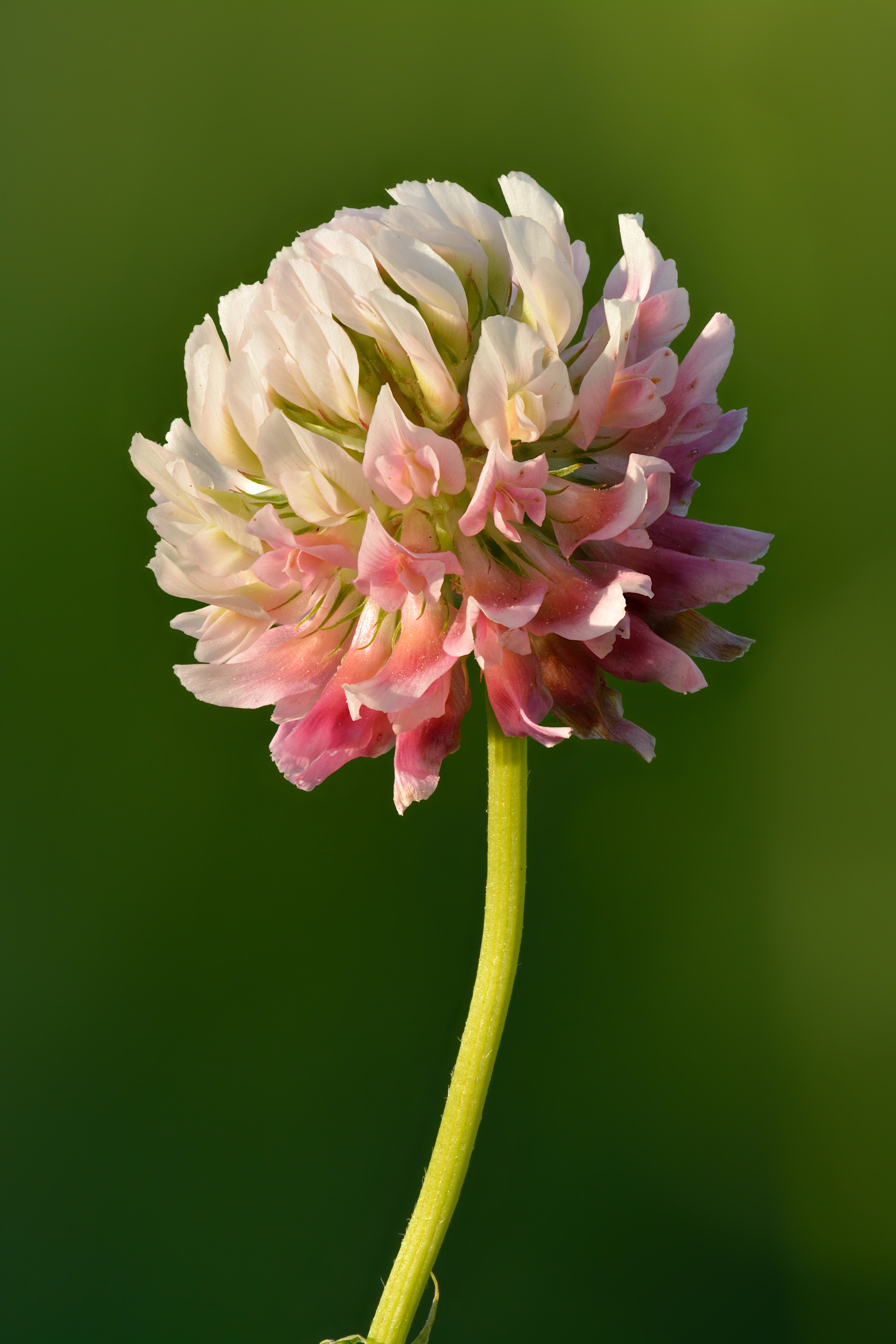
Blütenstand

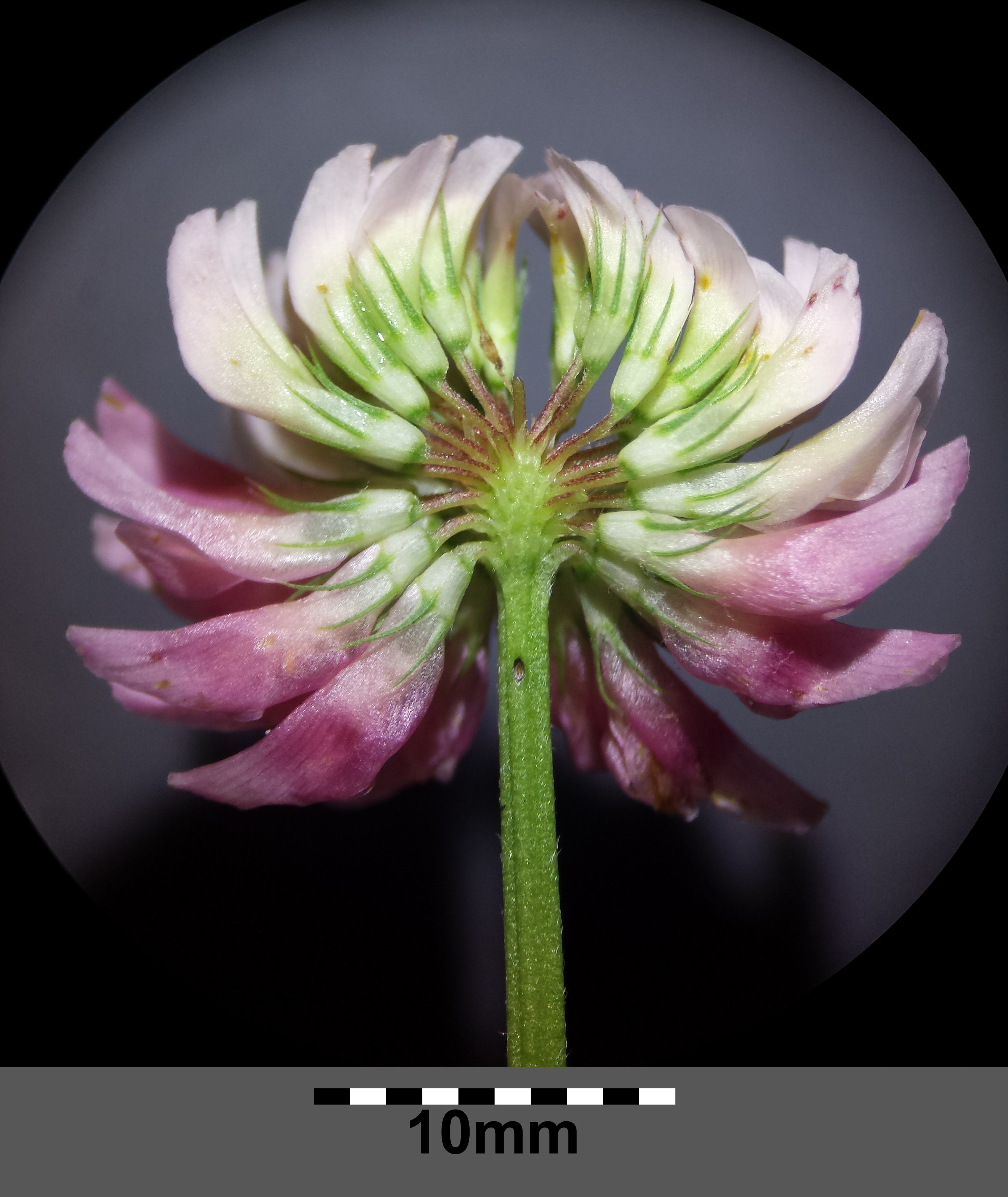
Blütenstand mit gestielten Blüten (vordere Blüten entfernt)

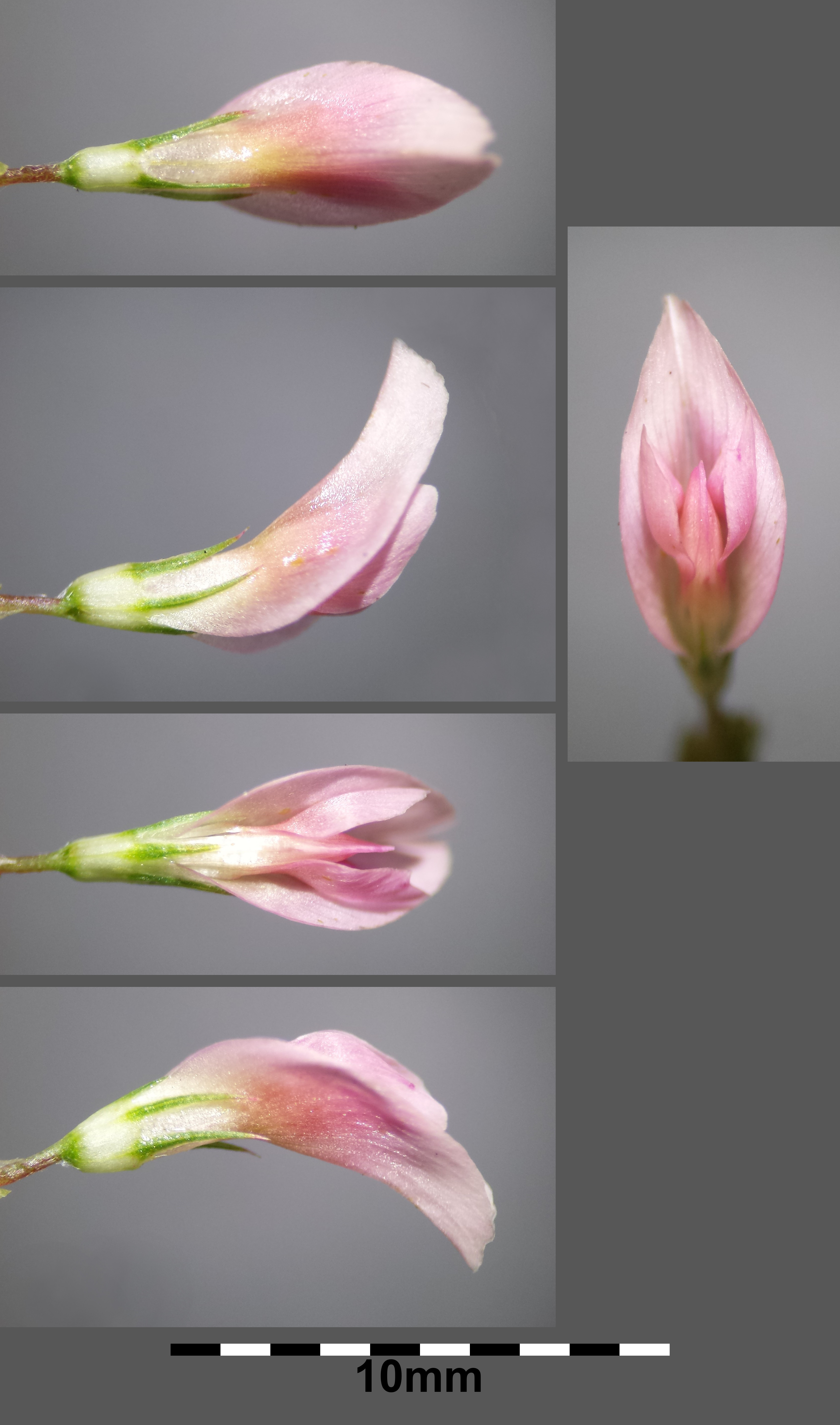
Blüte

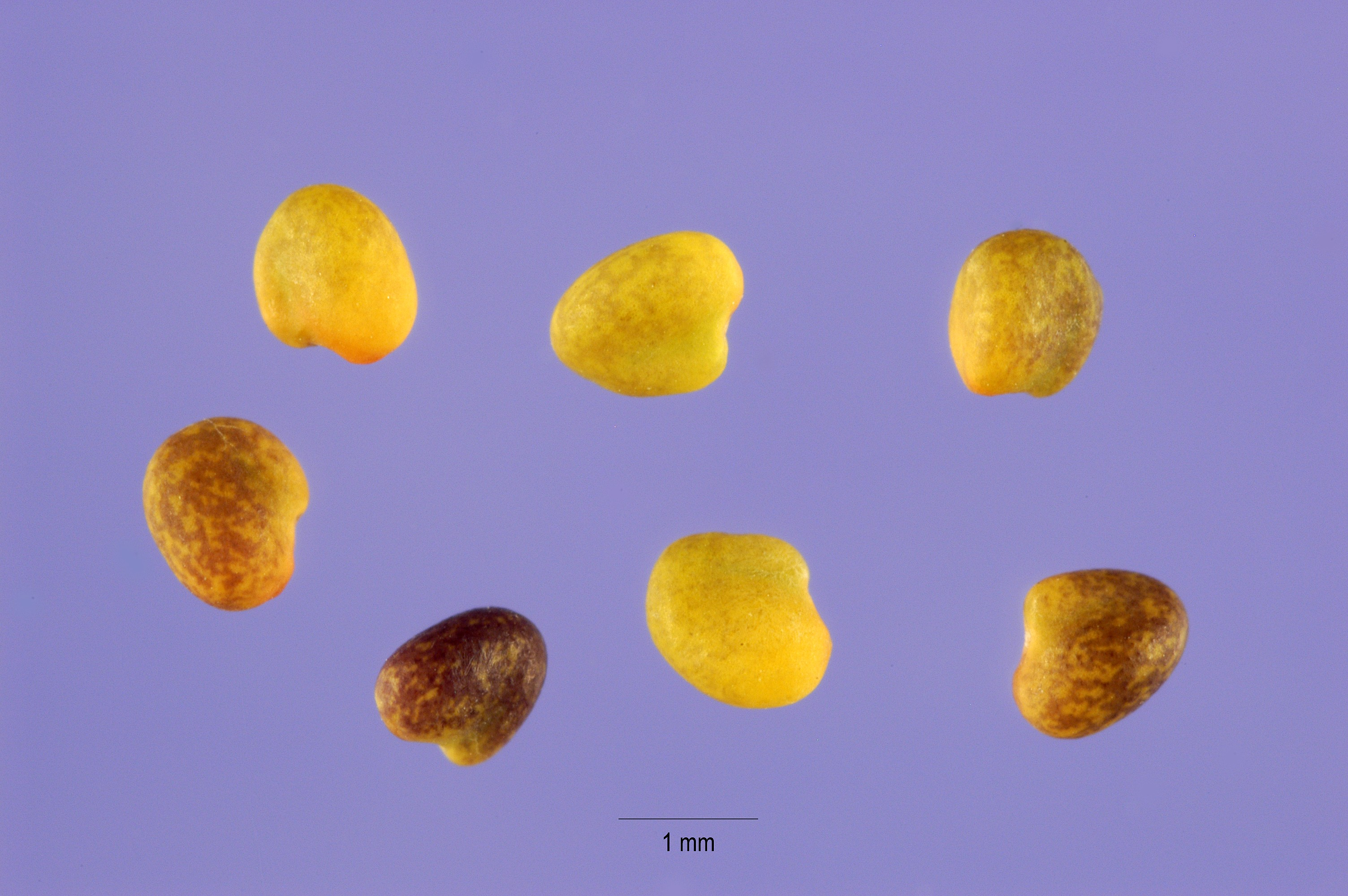
Samen

### Erscheinungsbild und Blatt
Schweden-Klee ist eine sommergrüne, ausdauernde, krautige Pflanze, die Wuchshöhen von 10 bis 70 Zentimetern erreicht. Die aufrechten oder aufsteigenden Stängel sind kahl oder fast kahl und werden während der Seneszenz ganz kahl. Sie sind stark verzweigt, selten fast unverzweigt. Oft stehen die Pflanzen einzeln, manchmal in Horsten beieinander.
Die wechselständig an den Stängeln angeordneten Laubblätter sind in Blattstiel und Blattspreite gegliedert. Der Blattstiel ist bis zu 1 Zentimeter lang. Die Blattspreite ist dreiteilig gefiedert. Die etwa 1 Millimeter lang gestielten Fiederblättchen sind bei einer Länge von 1 und 3 Zentimetern sowie einer Breite von 1 bis 1,8 Zentimetern verkehrt-eiförmig, selten rhombisch, mit kurzer keilförmiger Basis. Die Blattränder sind ganzrandig oder fein gezähnt bis gesägt, die Spitze ist ausgerandet oder umgekehrt herzförmig.
Die glatten Nebenblätter sind bei einer Länge von 1 bis 2,5 Zentimeter Zentimetern sowie einer Breite von über 5 Millimetern verkehrt-eiförmig bis lanzettlich. Die Nebenblätter sind mit den Blattstielen auf einem Drittel ihrer Länge verwachsen. Der freie Teil verjüngt sich und ist zugespitzt oder stark zugespitzt (pfriemförmig), er ist mehr oder weniger häutchenartig.

### Blütenstand und Blüte
Die Blütezeit reicht von Mai bis September. Die seitständigen kugeligen, kopfigen Blütenstände besitzen einen Durchmesser von 1 bis 2,5 Zentimeter und enthalten mindestens 10 (meistens 30 bis 50) Schmetterlingsblüten. Die Blütenstandsachsen sind schwach und länger als die gegenüberliegen Blätter und leicht zum Kopf hin zunehmend behaart. Die Tragblätter sind etwa 1 Millimeter lang und lanzettlich. Die Blütenstiele sind bis zu 4 bis 5 Millimeter lang und nach der Anthese zurückgebogen.
Die zwittrigen Blüten sind zygomorph und fünfzählig mit doppelter Blütenhülle. Die fünf Kelchblätter sind röhrig verwachsen. Der Kelch ist bis zu 4 Millimeter lang, er ist fast kahl und wird während der Seneszenz ganz kahl. Die weiße Kelchröhre ist häutchenartig mit fünf deutlichen und fünf unauffälligen Rippen. Die Kelchzähne sind ungleich und ein bis zweimal länger als die Kelchröhre. Die grün-roten Kelchzähne sind lanzettlich oder pfriemförmig, mit breiten Einschnitten zwischen ihnen. Die Krone ist 0,7 bis 1 Zentimeter hoch und besitzt die typische Form der Schmetterlingsblüte. Die beim Aufblühen weißen, später rosa oder fleischfarbenen Kronblätter sind länglich eiförmig und in der oberen Hälfte fein gezähnelt. Von den zehn Staubblättern sind neun miteinander verwachsen. Das einzelne grüne, oberständige Fruchtblatt ist etwa 2,2 Millimeter lang und enthält ein bis zwölf Samenanlagen. Der Griffel ist etwa 2,5 Millimeter lang.

### Frucht und Samen
Die gestielte, glatte Hülsenfrucht ist bei einer Länge von etwa 7 Millimetern sowie einer Breite von 2 Millimetern länglich, ragt nur leicht aus dem Kelch und enthält zwei bis vier Samen. Die rötlichen Samen sind eiförmig mit kleinen Tuberkeln. Das Saatgewicht entspricht etwa ein Kilogramm pro 500.000 Samen.

### Chromosomensatz
Die Chromosomenzahl beträgt 2n = 16.

## Ökologie
Beim Schweden-Klee handelt es sich um einen mesomorphen Hemikryptophyten. Er wurzelt bis zu 50 Zentimeter tief.
Der Schweden-Klee ist selbststeril und wird vor allem durch Honigbienen bestäubt. Sein Nektar enthält 43 Prozent Zucker, jede Blüte produziert in 24 Stunden durchschnittlich aber nur 0,011 Milligramm Zucker.
Die Ausbreitung der Diasporen erfolgt durch den Wind oder Klettausbreitung.

## Vorkommen
Der Schweden-Klee ist von den Kanaren über Europa bis Westasien weitverbreitet. Das heutige Areal des Schweden-Klees reicht von Frankreich, Italien und Griechenland im Süden bis Irland und Skandinavien im Norden; ostwärts erstreckt es sich bis Kasachstan, bis zum Kaukasus und bis Anatolien. In Nord- und Westeuropa kommt der Schweden-Klee ursprünglich vor. Er wird seit dem 18. Jahrhundert in Schweden und in Frankreich kultiviert.
Das Verbreitungsgebiet des Schweden-Klee reicht im Westen bis einschließlich ganz Portugal und im Süden bis zum 42° nördlicher Breite, was etwa der Höhe Roms und Skopjes entspricht. Im Norden, in Skandinavien, reicht es bis zum 60° nördlicher Breite, was etwa der Höhe von Oslo entspricht. Einzelne Standorte liegen aber auch noch weiter nördlich. Nach Osten reicht das Verbreitungsgebiet bis in den Kaukasusraum und weiter nördlich etwa bis Moskau. Der Schweden-Klee ist in ganz Deutschland weit verbreitet. Er fehlt, vor allem im mitteleuropäischen Tiefland, in kleineren Gebieten; sonst kommt er in Mitteleuropa zerstreut vor.
In den USA ist Trifolium hybridum ein Neophyt; dort findet sich der Schweden-Klee an der Ostküste, von Nord nach Süd reicht das Verbreitungsgebiet dort von New York bis South Carolina, nach Westen reicht es bis Ohio; einzelne Standorte finden sich auch deutlich weiter westlich.
Der Schweden-Klee gedeiht am besten auf lehmigen, sandig-lehmigen oder tonigen Böden, die humusarm oder humusreich sein können, aber eher nährstoffreich als nährstoffarm und überwiegend feucht sein sollten.
Er besiedelt in Mitteleuropa vornehmlich lückige Standorte in Fettwiesen und Weiden, aber auch auf Brachen, an Straßenrändern und an Uferböschungen. Er steigt im Gebirge kaum über 1000 Meter auf. In den Allgäuer Alpen stieg er auf Begrünungsflächen in Vorarlberg nahe der Bergstation der Kanzelwand-Seilbahn vorübergehend bis zu einer Höhenlage von 1950 Metern auf.
Er wächst in Gesellschaften der Verbände Agropyro-Rumicion, Calthion oder der Ordnung Arrhenatheretalia.

## Systematik
Die Erstveröffentlichung von Trifolium hybridum erfolgte 1753 durch Carl von Linné in Species Plantarum, Tomus II, Seite 766. Der wissenschaftliche Name Trifolium hybridum und der Trivialname Bastard-Klee sind insofern irreführend, als man glaubte, es handle sich bei diesem Taxon um ein Bastard aus Trifolium pratense und Trifolium repens. Das ist aber nicht der Fall. Carl von Linné hatte diese Art zuerst im Kirchspiel Alsike gefunden und in einer 1742 erschienenen Abhandlung über Heusamen auf sie aufmerksam gemacht. Sein Schüler E. Jörlin gab 1769 die Anregung zum Anbau der Art. Noch um 1800 war der Anbau in Schweden aber spärlich. In Frankreich war die Art auch schon im 18. Jahrhundert in Kultur genommen worden. Sie soll 1834 durch George Stephens aus Schweden nach England gebracht worden sein. In Deutschland und Dänemark wurde diese Art als Kulturpflanze ab 1840 bei Metzger und Sprengel angeführt und empfohlen. Der Name Schwedenklee erklärt sich durch diese Entwicklung.
Bei Trifolium hybridum gibt es je nach Autor etwa drei Varietäten:
- Trifolium hybridum var. anatolicum (Boiss.) Boiss. (Syn.: Trifolium hybridum subsp. anatolicum (Boiss.) M.Hossain): Sie besitzt einen büschelartigen Habitus und der Stängel ist an der Basis verzweigt; Blütenstände eher klein (< 2 cm  Durchmesser). Sie kommt von Griechenland bis zum Iran vor.
- Trifolium hybridum var. elegans (Savi) Boiss.[8] (Syn.: Trifolium hybridum subsp. elegans (Savi) Asch. & Graebn.): Sprossachse niederliegend bis aufsteigend. Vielverzweigt. Blütenstände eher klein (< 2 cm  Durchmesser).
- Trifolium hybridum L. var. hybridum (Syn.: Trifolium hybridum L. subsp. hybridum): Sprossachsen hohl und aufrecht. Blütenstände groß (~ 2,5 cm Durchmesser). Die ökologischen Zeigerwerte nach Landolt et al. 2010 sind in der Schweiz für diese Sippe: Feuchtezahl F = 3+w (feucht aber mäßig wechselnd), Lichtzahl L = 4 (hell), Reaktionszahl R = 4 (neutral bis basisch), Temperaturzahl T = 3 (montan), Nährstoffzahl N = 4 (nährstoffreich), Kontinentalitätszahl K = 3 (subozeanisch bis subkontinental), Salztoleranz = 1 (tolerant).[9]

## Nutzung
Schweden-Klee wird, untermischt mit anderen Klee-Arten, zur Futtergewinnung angebaut und hat als Futtermittel Bedeutung. Er ist sehr proteinreich und kann sowohl als Grünfutter wie auch zur Silage verwendet werden. In Europa wurden ertragreichere tetraploide Formen mit 32 Chromosomen gezüchtet. Er lässt sich bis zu dreimal im Jahr schneiden und erzielt beim ersten Schnitt bis zu 5,6 Tonnen pro Hektar und bei den anderen Schnitten noch zwischen 4,5 und 5,5 Tonnen pro Hektar.
Auch für den Menschen ist Schwedenklee genießbar. Blätter und Blütenstände können roh oder gekocht gegessen werden. Aus den getrockneten Blütenständen kann ein schmackhafter Tee zubereitet werden, der den Milchfluss während der Stillzeit erhöhen soll.